# Яровой (Самарская область)
Ярово́й — посёлок в Красноярском районе Самарской области. Входит в состав сельского поселения Коммунарский.

## История
В 1973 году Указом Президиума Верховного Совета РСФСР посёлок фермы №1 совхоза «Коммунар» переименован в Яровой.

## Население
| 2010 |
| ---- |
| 130  |

## Улицы
- ул. Восточная,
- ул. Дворянская,
- ул. Озёрная.